# 알프레도 안데르손
알프레도 안데르손(1978년 10월 31일 ~ )는 파나마의 은퇴한 축구 선수이다.

## 국가대표 경력
그는 2000년 파나마대표팀에 데뷔했다. 그는 국제 A매치 12경기에 출전해서 2골을 득점하였다.

## 통계
| 파나마 | 파나마 | 파나마 |
| 연도   | 출전   | 골     |
| ------ | ------ | ------ |
| 2000   | 4      | 0      |
| 2001   | 8      | 2      |
| 합계   | 12     | 2      |